# Bruine stippelkorst
Bruine stippelkorst (Verrucaria macrostoma) is een korstmos behorend tot de familie Verrucariaceae. Hij leeft op steen.

## Determinatie

### Uiterlijke kenmerken
Bruine stippelkorst is een korstvormig korstmos. Het thallus is goed ontwikkeld en kan enkele centimeters breed worden en 0,5–1,5 mm dik zijn. Het varieert van bleek tot middelbruin en bestaat aanvankelijk uit afgeronde areolen die al snel samensmelten tot een gebarsten korst met grote, soms gelobde secundaire areolen. De randen zijn bedekt met overvloedige, geelachtige sorediën. De korst heeft een cortex en medulla, en bevat zwarte peritheciën die uitsteken.
Hij heeft geen kenmerkende kleurreacties (K-, C-, KC-, P-, UV-).

### Microscopische kenmerken
De asci zijn 8-sporig. De ascosporen zijn eencellig, hyaliene en ellipsoïde van vorm.

## Verspreiding
In Nederland is bruine stippelkorst vrij algemeen. Hij staat niet op de rode lijst en is niet bedreigd.